# Nacrite
La nacrite, raramente chiamata anche steinmark (simbolo IMA: Ncr), è un minerale raro della classe dei "silicati e germanati" e facente parte del gruppo del serpentino; la sua composizione chimica è Al2(Si2O5)(OH4) cioè, da un punto di vista cristallochimico, è un fillosilicato di alluminio con ioni idrossido ((OH)2−) come anioni aggiuntivi.

## Etimologia e storia
La nacrite è stato scoperto per la prima volta nella miniera di Einigkeit, più precisamente "Einigkeit Fundgrube" vicino a Brand-Erbisdorf nel circondario della Sassonia Centrale e descritto nel 1807 da Alexandre Brongniart, che ha chiamato il minerale con la parola francese nacre (madreperla) per la sua lucentezza.
L'argento è stato estratto nella zona mineraria di Brand-Erbisdorf almeno dal XVII secolo e nel 1850 l'Hörnigschacht (menzionato per la prima volta nel 1518) fu fuso con altre miniere per formare la "Einigkeit Fundgrube". Del complesso minerario, ora chiuso, esiste ancora solo la cappelliera, che è stata trasformata in museo. Oltre all'argento e alla nacrite, altri 25 minerali sono stati scoperti nella località tipo, come i minerali, contenenti piombo, galena e piromorfite, pirargirite (una blenda d'argento e antimonio), stibnite, sfalerite e i minerali opale, quarzo, rodocrosite e sciorlite. Inoltre, il calcedonio e la sua sottovarietà diaspro sono stati trovati come varietà di quarzo.

## Classificazione
La 9ª edizione della sistematica minerale di Strunz, valida dal 2001 e aggiornata dall'Associazione Mineralogica Internazionale (IMA) fino al 2009, elenca la nacrite nella classe "9. Silicati (germanati)" e nella sottoclasse "9.E Fillosilicati"; questa è ulteriormente suddivisa in base alla struttura degli strati, in modo che il minerale possa essere trovato nella suddivisione "9.ED Fillosilicati con strati di caolinite composti di reti di tetraedri e ottaedri", dove forma il sistema nº 9.ED.05 con caolinite, odinite e dickite.
Tale classificazione rimane invariata anche nell'edizione successiva, proseguita dal database "mindat.org" e chiamata Classificazione Strunz-mindat.
Nella Sistematica dei lapis (Lapis-Systematik) di Stefan Weiß la nacrite è elencata nella classe dei "silicati" e nella sottoclasse dei "fillosilicati"; qui è nella sezione dei "silicati stratificati simili alla mica e strutture correlate; gruppo della caolinite" dove forma il sistema nº VIII/H.25 insieme a caolinite, dickite, halloysite-7Å e halloysite-10Å.
La sistematica dei minerali secondo Dana, che viene utilizzata principalmente nel mondo anglosassone, classifica la nacrite nella divisione dei "minerali fillosilicati". Qui si forma il sistema nº 71.01.01 all'interno della sottosezione dei "fillosilicati: strati di anelli a sei membri con strati 1:1".

## Abito cristallino
La nacrite possiede la stessa composizione chimica della caolinite pur differendone per il modo di cristallizzare e per la struttura del reticolo cristallino.
La nacrite cristallizza nel sistema monoclino nel gruppo spaziale Cc (gruppo nº 9) con i parametri di reticolo a = 8,91 Å, b = 5,15 Å, c = 15,70 Å e β = 113,7° così come 2 unità di formula per cella unitaria.

## Modificazioni e varietà
Una varietà di nacrite a scaglie grossolane è chiamata forerite.

## Origine e giacitura
La nacrite si forma nelle cavità dei depositi idrotermali. I minerali associati includono calcite, dolomite, fluorite, quarzo e topazio.
A partire dal 2012, la nacrite è stata rilevata come una formazione minerale rara solo in pochi siti, con circa 100 siti considerati noti. Oltre alla sua località tipo del pozzo Einigkeit vicino a Brand-Erbisdorf, il minerale è stato trovato in diverse altre miniere in Germania nei Monti Metalliferi sassoni. Altri siti includono Schweighausen nella Foresta Nera nel Baden-Württemberg; Bad Berneck, Joditz e Wölsendorf (Schwandorf) in Baviera, Sankt Andreasberg nell'Harz in Bassa Sassonia, le miniere di carbone Zollverein, Julia e Wilder Mann nella Renania Settentrionale-Vestfalia, Bad Ems e Dannenfels in Renania-Palatinato, la miniera di Korb vicino a Eisen (Nohfelden) nel Saarland e a Ronneburg e la cava di Henneberg vicino a Weitisberga in Turingia.
In Italia la nacrite è stata rinvenuta in masserelle informi nella miniera di Traversella, in alta Valchiusella, in provincia di Torino; nel granito di Monte Capanne, nell'isola d'Elba; ad [Arbus nella provincia del Sud Sardegna; infine a Oltradige-Bassa Atesina, Frassilongo, Levico Terme e Vignola-Falesina (in Trentino Alto-Adige).
In Austria, la nacrite è stata finora trovata solo sul Katschbergpaß, più precisamente in campioni di roccia prelevati durante la costruzione del tunnel del Katschberg per l'autostrada dei Tauri tra la Carinzia e la città di Salisburgo.
Diverse altre località includono molti Paesi sparsi per il mondo.

## Forma in cui si presenta in natura
La nacrite di solito sviluppa aggregati terrosi, squamosi o massicci, raramente anche piccoli, tabulari, cristalli pseudoesagonali irregolari di colore bianco, grigio o bruno-giallastro e lucentezza perlacea.